# قطعنامه ۱۸۴۷ شورای امنیت
قطعنامه  ۱۸۴۷ شورای امنیت سازمان ملل متحد که در تاریخ ۱۲ دسامبر ۲۰۰۸ تصویب شد، سندی بین‌المللی دربارهٔ بررسی وضعیت در قبرس است. این قطعنامه طی نشست ۶۰۳۸ام با ۱۵ رای موافق، ۰ مخالف و ۰ ممتنع تصویب شد.